# Большедороховское сельское поселение
Большедороховское се́льское поселе́ние — муниципальное образование в Асиновском районе Томской области Российской Федерации.
Административный центр — село Больше-Дорохово.

## История
Статус и границы сельского поселения установлены Законом Томской области от 9 сентября 2004 года № 193-ОЗ «О наделении статусом муниципального района, поселения (городского, сельского) и установлении границ муниципальных образований на территории Асиновского района»

## Население
| 2002 | 2010  | 2012  | 2013  | 2014  | 2015 | 2016 |
| ---- | ----- | ----- | ----- | ----- | ---- | ---- |
| 1214 | ↘1117 | ↘1102 | ↘1065 | ↘967  | ↘950 | ↗956 |
| 2017 | 2018  | 2019  | 2020  | 2021  |      |      |
| →956 | ↘945  | ↘923  | ↗934  | ↗1063 |      |      |

## Состав сельского поселения
| № | Населённый пункт | Тип населённого пункта       | Население |
| - | ---------------- | ---------------------------- | --------- |
| 1 | Больше-Дорохово  | село, административный центр | ↗477      |
| 2 | Воронино-Яя      | деревня                      | ↗66       |
| 3 | Итатка           | деревня                      | ↗14       |
| 4 | Победа           | деревня                      | ↘89       |
| 5 | Тихомировка      | деревня                      | ↗175      |
| 6 | Феоктистовка     | деревня                      | ↘242      |

Постановлением Государственной думы Томской области № 397 от 28 ноября 2002 года упразднён разъезд 174 км.

## Местное самоуправление
Глава поселения — Виктор Петрович Овсянников.